# Llista de topònims de Calafell
Llista de topònims (noms propis de lloc) del municipi de Calafell, al Baix Penedès
Informació actualitzada per un bot. Els canvis manuals es perdran quan s'actualitzi!

## barraca de vinya
| imatge | Nom                                       | Ubicat a | instància de     | Detalls                                   | coordenades                                                                              | Protecció                                                              | Commons (més fotos)                       | Dades a WD                    |
| ------ | ----------------------------------------- | -------- | ---------------- | ----------------------------------------- | ---------------------------------------------------------------------------------------- | ---------------------------------------------------------------------- | ----------------------------------------- | ----------------------------- |
|        | Aixopluc del torrent de la Cobertera      | Calafell | barraca de vinya | Estil: arquitectura popular               |                                                                                          | bé cultural d'interès local                                            |                                           | Modifica les dades a Wikidata |
|        | Barraca de Cal Miravent                   | Calafell | barraca de vinya | Estil: arquitectura popular               | 41° 12′ 36″ N, 1° 34′ 49″ E / 41.210099°N,1.580358°E                                     | bé cultural d'interès local bé integrant del patrimoni cultural català | Barraca de Cal Miravent                   | Modifica les dades a Wikidata |
|        | Barraca de la plana de Cal Borrell 2      | Calafell | barraca de vinya | Estil: arquitectura popular               |                                                                                          | bé cultural d'interès local                                            |                                           | Modifica les dades a Wikidata |
|        | Barraca de la plana de Cal Borrell 3      | Calafell | barraca de vinya | Estil: arquitectura popular               |                                                                                          | bé cultural d'interès local                                            |                                           | Modifica les dades a Wikidata |
|        | Barraca de la plana de Cal Borrell 4      | Calafell | barraca de vinya | Estil: arquitectura popular               |                                                                                          | bé cultural d'interès local                                            |                                           | Modifica les dades a Wikidata |
|        | Barraca de la plana de la Graiera 1       | Calafell | barraca de vinya | Estil: arquitectura popular               |                                                                                          | bé cultural d'interès local                                            |                                           | Modifica les dades a Wikidata |
|        | Barraca de la plana de la Graiera 2       | Calafell | barraca de vinya | Estil: arquitectura popular               |                                                                                          | bé cultural d'interès local                                            |                                           | Modifica les dades a Wikidata |
|        | Barraca de la plana de la Graiera 3       | Calafell | barraca de vinya | Estil: arquitectura popular               |                                                                                          | bé cultural d'interès local                                            |                                           | Modifica les dades a Wikidata |
|        | Barraca de la plana de la Graiera 4       | Calafell | barraca de vinya | Estil: arquitectura popular               |                                                                                          | bé cultural d'interès local                                            |                                           | Modifica les dades a Wikidata |
|        | Barraca del Fondo de la Casa Vella        | Calafell | barraca de vinya | Estil: arquitectura popular               |                                                                                          | bé cultural d'interès local                                            |                                           | Modifica les dades a Wikidata |
|        | barraca de Cal Trencarroques              | Calafell | barraca de vinya | Estil: arquitectura popular 18th century  | 41° 13′ 51″ N, 1° 36′ 29″ E / 41.230745°N,1.608°E ca:Polígon 3, parcel·la 9 163 msnm     | bé cultural d'interès local                                            | Barraca de Cal Trencarroques              | Modifica les dades a Wikidata |
|        | barraca de la Coma Farella 1              | Calafell | barraca de vinya | Estil: arquitectura popular Estat: ruïnós | 41° 11′ 53″ N, 1° 35′ 45″ E / 41.19795°N,1.595725°E                                      | bé cultural d'interès local                                            |                                           | Modifica les dades a Wikidata |
|        | barraca de la Coma Farella 2              | Calafell | barraca de vinya | Estil: arquitectura popular               | 41° 12′ 03″ N, 1° 35′ 41″ E / 41.200779°N,1.594631°E                                     | bé cultural d'interès local                                            |                                           | Modifica les dades a Wikidata |
|        | barraca de la Foradada 1                  | Calafell | barraca de vinya | Estil: arquitectura popular 18th century  | 41° 13′ 54″ N, 1° 35′ 52″ E / 41.231794°N,1.597763°E ca:Polígon 4, parcel·la 21 143 msnm | bé cultural d'interès local                                            | Barraca de la Foradada 1                  | Modifica les dades a Wikidata |
|        | barraca de la Foradada 2                  | Calafell | barraca de vinya | Estil: arquitectura popular               | 41° 13′ 55″ N, 1° 35′ 51″ E / 41.232073°N,1.597488°E                                     | bé cultural d'interès local                                            |                                           | Modifica les dades a Wikidata |
|        | barraca de la Foradada 3                  | Calafell | barraca de vinya | Estil: arquitectura popular 18th century  | 41° 13′ 47″ N, 1° 35′ 58″ E / 41.229714°N,1.599366°E ca:Polígon 4, parcel·la 21 140 msnm | bé cultural d'interès local                                            | Barraca de la Foradada 3                  | Modifica les dades a Wikidata |
|        | barraca de la Graiera 1                   | Calafell | barraca de vinya | Estil: arquitectura popular 18th century  | 41° 13′ 31″ N, 1° 34′ 35″ E / 41.225205°N,1.576422°E ca:Golf la Graiera 103 msnm         | bé cultural d'interès local                                            | Barraca de la Graiera 1                   | Modifica les dades a Wikidata |
|        | barraca de la Graiera 2                   | Calafell | barraca de vinya | Estil: arquitectura popular               | 41° 13′ 10″ N, 1° 34′ 30″ E / 41.219454°N,1.575121°E                                     | bé cultural d'interès local                                            |                                           | Modifica les dades a Wikidata |
|        | barraca de la Rafela                      | Calafell | barraca de vinya | Estil: arquitectura popular               | 41° 12′ 35″ N, 1° 34′ 23″ E / 41.209729°N,1.573086°E                                     | bé cultural d'interès local                                            |                                           | Modifica les dades a Wikidata |
|        | barraca de la pedrera del Mas de l'Espasa | Calafell | barraca de vinya | Estil: arquitectura popular               | 41° 12′ 29″ N, 1° 34′ 55″ E / 41.208104°N,1.58189°E                                      | bé cultural d'interès local                                            | Barraca de la pedrera del Mas de l'Espasa | Modifica les dades a Wikidata |
|        | barraca de la plana de Cal Borrell 1      | Calafell | barraca de vinya | Estil: arquitectura popular               | 41° 13′ 20″ N, 1° 35′ 41″ E / 41.222088°N,1.594746°E                                     | bé cultural d'interès local                                            |                                           | Modifica les dades a Wikidata |
|        | barraca del Balandre                      | Calafell | barraca de vinya | Estil: arquitectura popular 18th century  | 41° 13′ 02″ N, 1° 34′ 31″ E / 41.217089°N,1.575265°E ca:Polígon 3, parcel·la 58          | bé cultural d'interès local                                            | Barraca del Balandre                      | Modifica les dades a Wikidata |
|        | barraca del Fondo Blau                    | Calafell | barraca de vinya | Estil: arquitectura popular               | 41° 13′ 57″ N, 1° 35′ 55″ E / 41.232616°N,1.598685°E                                     | bé cultural d'interès local                                            |                                           | Modifica les dades a Wikidata |
|        | barraca del Fondo de Comalleó             | Calafell | barraca de vinya | Estil: arquitectura popular 18th century  | 41° 13′ 49″ N, 1° 36′ 35″ E / 41.230408°N,1.60964°E ca:Polígon 6, parcel·la 8 170 msnm   | bé cultural d'interès local                                            | Barraca del Fondo de Camalleó             | Modifica les dades a Wikidata |
|        | barraca del Fondo de Montpaó              | Calafell | barraca de vinya | Estil: arquitectura popular               | 41° 13′ 44″ N, 1° 35′ 59″ E / 41.228811°N,1.599692°E                                     | bé cultural d'interès local                                            |                                           | Modifica les dades a Wikidata |
|        | barraca del Fondo de la Graiera           | Calafell | barraca de vinya | Estil: arquitectura popular               | 41° 13′ 42″ N, 1° 34′ 38″ E / 41.228389°N,1.57732°E                                      | bé cultural d'interès local                                            |                                           | Modifica les dades a Wikidata |
|        | barraca del Fondo del Cego                | Calafell | barraca de vinya | Estil: arquitectura popular               | 41° 13′ 27″ N, 1° 35′ 52″ E / 41.224102°N,1.597864°E                                     | bé cultural d'interès local                                            |                                           | Modifica les dades a Wikidata |
|        | barraca del Fondo del Tallaferro          | Calafell | barraca de vinya | Estil: arquitectura popular               | 41° 13′ 46″ N, 1° 34′ 52″ E / 41.229354°N,1.580973°E                                     | bé cultural d'interès local                                            |                                           | Modifica les dades a Wikidata |
|        | barraca del Mas Romeu                     | Calafell | barraca de vinya | Estil: arquitectura popular               | 41° 12′ 59″ N, 1° 35′ 25″ E / 41.216305°N,1.590241°E                                     | bé cultural d'interès local                                            | Barraca del Mas Romeu                     | Modifica les dades a Wikidata |
|        | barraca del Mas d'en Vives 1              | Calafell | barraca de vinya | Estil: arquitectura popular               | 41° 11′ 49″ N, 1° 35′ 03″ E / 41.196912°N,1.584039°E                                     | bé cultural d'interès local                                            | Barraca del Mas d'en Vives 1              | Modifica les dades a Wikidata |
|        | barraca del Mas d'en Vives 2              | Calafell | barraca de vinya | Estil: arquitectura popular               | 41° 12′ 06″ N, 1° 35′ 13″ E / 41.201782°N,1.587076°E                                     | bé cultural d'interès local                                            |                                           | Modifica les dades a Wikidata |
|        | barraca del Mas de l'Espasa               | Calafell | barraca de vinya | Estil: arquitectura popular               | 41° 12′ 31″ N, 1° 35′ 03″ E / 41.208677°N,1.584175°E                                     | bé cultural d'interès local                                            | Barraca del Mas de l'Espasa               | Modifica les dades a Wikidata |
|        | barraca del Pi de l'Àliga                 | Calafell | barraca de vinya | Estil: arquitectura popular               | 41° 12′ 11″ N, 1° 34′ 58″ E / 41.203096°N,1.582698°E                                     | bé cultural d'interès local                                            | Barraca del Pi de l'Àliga                 | Modifica les dades a Wikidata |
|        | barraca del camí de la Casa Vella         | Calafell | barraca de vinya | Estil: arquitectura popular               | 41° 13′ 27″ N, 1° 36′ 48″ E / 41.224219°N,1.613469°E                                     | bé cultural d'interès local                                            |                                           | Modifica les dades a Wikidata |
|        | barraca del carrer Cau Ferrat             | Calafell | barraca de vinya | Estil: arquitectura popular               | 41° 12′ 29″ N, 1° 36′ 37″ E / 41.208°N,1.610222°E                                        | bé cultural d'interès local                                            |                                           | Modifica les dades a Wikidata |
|        | barraca del carrer de la Rosa             | Calafell | barraca de vinya | Estil: arquitectura popular 18th century  | 41° 13′ 51″ N, 1° 36′ 02″ E / 41.230908°N,1.600587°E ca:C. de la Rosa, 132 153 msnm      | bé cultural d'interès local                                            | Barraca del carrer de la Rosa             | Modifica les dades a Wikidata |
|        | barraca del carrer del Cementiri          | Calafell | barraca de vinya | Estil: arquitectura popular               | 41° 11′ 54″ N, 1° 33′ 45″ E / 41.198284°N,1.562491°E                                     | bé cultural d'interès local                                            |                                           | Modifica les dades a Wikidata |
|        | barraca del torrent de la Cobertera       | Calafell | barraca de vinya | Estil: arquitectura popular 18th century  | 41° 12′ 58″ N, 1° 34′ 22″ E / 41.21609°N,1.572843°E ca:Polígon 2, parcel·la 52 62 msnm   | bé cultural d'interès local                                            | Barraca del torrent de la Cobertera       | Modifica les dades a Wikidata |

## casa
| imatge | Nom                                          | Ubicat a | instància de | Detalls                                      | coordenades                                                                                       | Protecció                   | Commons (més fotos)                            | Dades a WD                    |
| ------ | -------------------------------------------- | -------- | ------------ | -------------------------------------------- | ------------------------------------------------------------------------------------------------- | --------------------------- | ---------------------------------------------- | ----------------------------- |
|        | Ca l'Andresito                               | Calafell | casa         | Estil: arquitectura popular                  | 41° 12′ 04″ N, 1° 34′ 08″ E / 41.201071°N,1.568976°E ca:Carrer de l'Església, 14 47 msnm          | bé cultural d'interès local | Ca l'Andresito                                 | Modifica les dades a Wikidata |
|        | Ca l'Espinya                                 | Calafell | casa         | Estil: arquitectura popular                  | 41° 12′ 05″ N, 1° 34′ 07″ E / 41.201274°N,1.568655°E ca:Carrer de les Penyes, 5 55 msnm           | bé cultural d'interès local | Ca l'Espinya                                   | Modifica les dades a Wikidata |
|        | Ca la Barana                                 | Calafell | casa         | Estil: arquitectura popular                  | 41° 12′ 06″ N, 1° 34′ 05″ E / 41.201635°N,1.567923°E ca:Carrer de l'Aire, 1 55 msnm               | bé cultural d'interès local | Ca la Barana                                   | Modifica les dades a Wikidata |
|        | Ca la Constància                             | Calafell | casa         | Estil: arquitectura popular                  | 41° 12′ 04″ N, 1° 34′ 09″ E / 41.201187°N,1.569036°E ca:Carrer de l'Església, 10 48 msnm          | bé cultural d'interès local | Ca la Constància                               | Modifica les dades a Wikidata |
|        | Ca la Marieta de les Monges                  | Calafell | casa         |                                              | 41° 12′ 00″ N, 1° 34′ 08″ E / 41.199983°N,1.568758°E ca:Carrer Principal, 36 44 msnm              | bé cultural d'interès local | Ca la Marieta de les Monges                    | Modifica les dades a Wikidata |
|        | Ca la Pauleta                                | Calafell | casa         |                                              | 41° 12′ 06″ N, 1° 34′ 09″ E / 41.201769°N,1.569223°E ca:Major, 9 48 msnm                          | bé cultural d'interès local | Ca la Pauleta (Calafell)                       | Modifica les dades a Wikidata |
|        | Ca la Toni                                   | Calafell | casa         |                                              | 41° 11′ 57″ N, 1° 34′ 10″ E / 41.199254°N,1.569473°E ca:Carrer Principal, 51 38 msnm              | bé cultural d'interès local | Ca la Toni                                     | Modifica les dades a Wikidata |
|        | Cal Batalla                                  | Calafell | casa         | Estil: arquitectura popular                  | 41° 12′ 00″ N, 1° 34′ 07″ E / 41.200127°N,1.568662°E ca:Carrer Principal, 30 44 msnm              | bé cultural d'interès local | Cal Batalla (Calafell)                         | Modifica les dades a Wikidata |
|        | Cal Bo                                       | Calafell | casa         | Estil: arquitectura popular                  | 41° 12′ 02″ N, 1° 34′ 05″ E / 41.200487°N,1.567985°E ca:Carrer de la Barceloneta, 1 44 msnm       | bé cultural d'interès local | Cal Bo                                         | Modifica les dades a Wikidata |
|        | Cal Capot                                    | Calafell | casa         | Estil: arquitectura popular                  | 41° 12′ 04″ N, 1° 34′ 06″ E / 41.201062°N,1.568257°E ca:Carrer de les Penyes, 2 57 msnm           | bé cultural d'interès local | Cal Capot                                      | Modifica les dades a Wikidata |
|        | Cal Carnisser Nou                            | Calafell | casa         | Estil: arquitectura popular                  | 41° 12′ 00″ N, 1° 34′ 07″ E / 41.200037°N,1.568725°E ca:Carrer Principal, 34 44 msnm              | bé cultural d'interès local | Cal Carnisser Nou                              | Modifica les dades a Wikidata |
|        | Cal Casas                                    | Calafell | casa         | Estil: arquitectura popular                  | 41° 11′ 14″ N, 1° 34′ 28″ E / 41.187294°N,1.574495°E ca:Passeig Marítim, 88 2 msnm                | bé cultural d'interès local | Cal Casas (Calafell)                           | Modifica les dades a Wikidata |
|        | Cal Foriscat                                 | Calafell | casa         | Estil: arquitectura popular                  | 41° 12′ 06″ N, 1° 34′ 10″ E / 41.201672°N,1.569444°E ca:Carrer Major, 6 47 msnm                   | bé cultural d'interès local | Cal Foriscat                                   | Modifica les dades a Wikidata |
|        | Cal Llagostera                               | Calafell | casa         | Estil: arquitectura popular                  | 41° 12′ 06″ N, 1° 34′ 08″ E / 41.201679°N,1.568829°E ca:Major, 2 52 msnm                          | bé cultural d'interès local | Cal Llagostera (Major)                         | Modifica les dades a Wikidata |
|        | Cal Macià                                    | Calafell | casa         | Estil: arquitectura popular                  | 41° 12′ 06″ N, 1° 34′ 09″ E / 41.201754°N,1.569179°E ca:Major, 7 48 msnm                          | bé cultural d'interès local | Cal Macià (Calafell)                           | Modifica les dades a Wikidata |
|        | Cal Magem                                    | Calafell | casa         | Estil: noucentisme                           | 41° 11′ 19″ N, 1° 34′ 19″ E / 41.188501°N,1.572031°E ca:Carrer de Montserrat, 33 2 msnm           | bé cultural d'interès local | Cal Magem                                      | Modifica les dades a Wikidata |
|        | Cal Mas de l'Espasa                          | Calafell | casa         | Estil: arquitectura popular                  | 41° 12′ 07″ N, 1° 34′ 05″ E / 41.201901°N,1.568177°E ca:Carrer de l'Aire, 3 53 msnm               | bé cultural d'interès local | Cal Mas de l'Espasa                            | Modifica les dades a Wikidata |
|        | Cal Panxo                                    | Calafell | casa         | Estil: arquitectura popular                  | 41° 11′ 55″ N, 1° 34′ 08″ E / 41.198729°N,1.569007°E ca:Carrer del Mar, 16 35 msnm                | bé cultural d'interès local | Cal Panxo                                      | Modifica les dades a Wikidata |
|        | Cal Perico                                   | Calafell | casa         | Estil: arquitectura eclèctica                | 41° 11′ 59″ N, 1° 34′ 08″ E / 41.1996°N,1.56887°E ca:C. Principal, 42                             | bé cultural d'interès local | Cal Perico (Calafell)                          | Modifica les dades a Wikidata |
|        | Cal Robusté                                  | Calafell | casa         | Estil: arquitectura popular                  | 41° 12′ 04″ N, 1° 34′ 05″ E / 41.201006°N,1.568055°E ca:Carrer Principal, 8 51 msnm               | bé cultural d'interès local | Cal Robusté                                    | Modifica les dades a Wikidata |
|        | Cal Romeu                                    | Calafell | casa         | Estil: arquitectura popular                  | 41° 12′ 03″ N, 1° 34′ 05″ E / 41.200717°N,1.568143°E ca:Carrer de Torredembarra, 2 47 msnm        | bé cultural d'interès local | Cal Romeu (Calafell)                           | Modifica les dades a Wikidata |
|        | Cal Rovira                                   | Calafell | casa         | Estil: arquitectura popular                  | 41° 12′ 03″ N, 1° 34′ 06″ E / 41.20092°N,1.568449°E ca:Carrer de les Penyes, 1 57 msnm            | bé cultural d'interès local | Can Rovira (Calafell)                          | Modifica les dades a Wikidata |
|        | Cal Rovirosa                                 | Calafell | casa         | Estil: arquitectura eclèctica                | 41° 11′ 58″ N, 1° 34′ 10″ E / 41.199312°N,1.569405°E ca:Carrer Principal, 49 40 msnm              | bé cultural d'interès local | Cal Rovirosa                                   | Modifica les dades a Wikidata |
|        | Cal Sec del Mas                              | Calafell | casa         | Estil: arquitectura popular                  | 41° 12′ 04″ N, 1° 34′ 08″ E / 41.20103°N,1.568991°E ca:Carrer de l'Església, 17 46 msnm           | bé cultural d'interès local | Cal Sec del Mas                                | Modifica les dades a Wikidata |
|        | Cal Sense                                    | Calafell | casa         | Estil: arquitectura popular                  | 41° 12′ 06″ N, 1° 34′ 09″ E / 41.201592°N,1.569214°E ca:Plaça de la Constitució, 5 47 msnm        | bé cultural d'interès local | Cal Sense                                      | Modifica les dades a Wikidata |
|        | Cal Soleret                                  | Calafell | casa         | Estil: arquitectura popular gòtic tardà      | 41° 12′ 06″ N, 1° 34′ 09″ E / 41.20174°N,1.56913°E ca:Carrer Major, 5 47 msnm                     | bé cultural d'interès local | Cal Soleret                                    | Modifica les dades a Wikidata |
|        | Cal Solé                                     | Calafell | casa         | Estil: arquitectura popular                  | 41° 12′ 05″ N, 1° 34′ 09″ E / 41.201267°N,1.569066°E ca:Carrer de l'Església, 8 48 msnm           | bé cultural d'interès local | Cal Solé (Calafell)                            | Modifica les dades a Wikidata |
|        | Cal Submarino                                | Calafell | casa         | Estil: noucentisme                           | 41° 11′ 14″ N, 1° 34′ 11″ E / 41.187287°N,1.569589°E ca:Carrer de Sant Pere, 14 2 msnm            | bé cultural d'interès local | Cal Submarino                                  | Modifica les dades a Wikidata |
|        | Cal Suís                                     | Calafell | casa         | Estil: arquitectura popular                  | 41° 12′ 04″ N, 1° 34′ 08″ E / 41.201158°N,1.56877°E ca:Carrer de les Penyes, 3 55 msnm            | bé cultural d'interès local | Cal Suís                                       | Modifica les dades a Wikidata |
|        | Cal Tallaret                                 | Calafell | casa         | Estil: arquitectura popular                  | 41° 12′ 06″ N, 1° 34′ 10″ E / 41.201736°N,1.569327°E ca:Major, 11 48 msnm                         | bé cultural d'interès local | Cal Tallaret                                   | Modifica les dades a Wikidata |
|        | Cal Tallaret                                 | Calafell | casa         | Estil: arquitectura popular                  | 41° 12′ 06″ N, 1° 34′ 09″ E / 41.201751°N,1.569063°E                                              | bé cultural d'interès local |                                                | Modifica les dades a Wikidata |
|        | Cal Wenceslao                                | Calafell | casa         | Estil: arquitectura popular                  | 41° 12′ 01″ N, 1° 34′ 07″ E / 41.200219°N,1.568602°E ca:Carrer Principal, 28 45 msnm              | bé cultural d'interès local | Cal Wenceslao                                  | Modifica les dades a Wikidata |
|        | Cal Xalamó                                   | Calafell | casa         | Estil: arquitectura popular 20th century     | 41° 11′ 57″ N, 1° 34′ 10″ E / 41.199209°N,1.569558°E ca:Carrer de Joan Miró, 1 37 msnm            | bé cultural d'interès local | Cal Xalamó                                     | Modifica les dades a Wikidata |
|        | Casa Carlos Barral                           | Calafell | casa         | Estil: arquitectura popular                  | 41° 11′ 12″ N, 1° 34′ 07″ E / 41.1867°N,1.56848°E                                                 | bé cultural d'interès local | Casa Carlos Barral (Calafell)                  | Modifica les dades a Wikidata |
|        | Edifici Marbore                              | Calafell | casa         | Arquitecte: Joan Bosch i Agustí 20th century | 41° 11′ 36″ N, 1° 36′ 03″ E / 41.193272°N,1.60094°E ca:C. Andorra, 2 10 msnm                      | bé cultural d'interès local | Edifici Marbore                                | Modifica les dades a Wikidata |
|        | Vil·la Teresa                                | Calafell | casa         | Estil: noucentisme                           | 41° 11′ 18″ N, 1° 34′ 38″ E / 41.188288°N,1.57731°E ca:Carrer del Pintor Mir, 12 2 msnm           | bé cultural d'interès local | Vil·la Teresa (Calafell)                       | Modifica les dades a Wikidata |
|        | Xalet a l'avinguda de França, 27-29          | Calafell | casa         | 20th century                                 | 41° 11′ 39″ N, 1° 35′ 46″ E / 41.19408°N,1.596171°E ca:Av. de França, 27-29                       | bé cultural d'interès local | Xalet a l'avinguda de França, 27-29 (Calafell) | Modifica les dades a Wikidata |
|        | Xalet a l'avinguda de França, 30             | Calafell | casa         | 20th century                                 | 41° 11′ 40″ N, 1° 35′ 48″ E / 41.194454°N,1.596547°E ca:Av. de França, 30 24 msnm                 | bé cultural d'interès local | Xalet a l'avinguda de França, 30 (Calafell)    | Modifica les dades a Wikidata |
|        | Xalet a la rambla de la Costa Daurada, 3     | Calafell | casa         | Estil: noucentisme                           | 41° 11′ 18″ N, 1° 34′ 40″ E / 41.188424°N,1.577895°E ca:Rambla Costa Daurada, 3 2 msnm            | bé cultural d'interès local | Xalet a la rambla de la Costa Daurada, 3       | Modifica les dades a Wikidata |
|        | Xalet a la rambla de la Costa Daurada, 5     | Calafell | casa         | Estil: noucentisme                           | 41° 11′ 19″ N, 1° 34′ 41″ E / 41.18864°N,1.577958°E ca:Rambla Costa Daurada, 5 2 msnm             | bé cultural d'interès local | Xalet a la rambla de la Costa Daurada, 5       | Modifica les dades a Wikidata |
|        | Xalet al carrer Grècia, 12                   | Calafell | casa         | 20th century                                 | 41° 11′ 42″ N, 1° 36′ 02″ E / 41.195055°N,1.600641°E ca:C. Grècia, 12 19 msnm                     | bé cultural d'interès local | Xalet al carrer Grècia, 12 (Calafell)          | Modifica les dades a Wikidata |
|        | ca l'Ardet                                   | Calafell | casa         | Estil: arquitectura popular 18th century     | 41° 12′ 06″ N, 1° 34′ 08″ E / 41.201716°N,1.568932°E ca:C. Major, 1 - c. de l'Aire 52 msnm        | bé cultural d'interès local | Ca l'Ardet                                     | Modifica les dades a Wikidata |
|        | cal Llagostera                               | Calafell | casa         | Estil: arquitectura popular 16th century     | 41° 12′ 05″ N, 1° 34′ 07″ E / 41.201468°N,1.568745°E ca:C. de les Penyes, 9 52 msnm               | bé cultural d'interès local | Cal Llagostera (les Penyes)                    | Modifica les dades a Wikidata |
|        | cal Magí                                     | Calafell | casa         | Estil: arquitectura popular 18th century     | 41° 11′ 54″ N, 1° 34′ 09″ E / 41.198413°N,1.569056°E ca:C. del Mar, 19 - c. dels Martiris 29 msnm | bé cultural d'interès local | Cal Magí (Calafell)                            | Modifica les dades a Wikidata |
|        | cal Pau de Fora                              | Calafell | casa         | Estil: arquitectura popular 19th century     | 41° 12′ 04″ N, 1° 34′ 08″ E / 41.201126°N,1.569004°E ca:C. de l'Església, 12 47 msnm              | bé cultural d'interès local | Cal Pau de Fora                                | Modifica les dades a Wikidata |
|        | cal Rion                                     | Calafell | casa         | Estil: arquitectura popular 18th century     | 41° 11′ 59″ N, 1° 34′ 08″ E / 41.199783°N,1.56876°E ca:Josep Bargés 42 msnm                       | bé cultural d'interès local | Cal Rion (Calafell)                            | Modifica les dades a Wikidata |
|        | casa al carrer de les Penyes, 7              | Calafell | casa         | Estil: arquitectura popular 18th century     | 41° 12′ 05″ N, 1° 34′ 07″ E / 41.20146°N,1.568684°E ca:Carrer de les Penyes, 7 58 msnm            | bé cultural d'interès local | Casa al carrer de les Penyes, 7                | Modifica les dades a Wikidata |
|        | casa del Lleó                                | Calafell | casa         | 20th century                                 | 41° 11′ 16″ N, 1° 34′ 22″ E / 41.187884°N,1.572864°E ca:C. Vilamar, 63 2 msnm                     | bé cultural d'interès local | Casa del Lleó                                  | Modifica les dades a Wikidata |
|        | edifici de la Presó                          | Calafell | casa         | Estil: arquitectura popular                  | 41° 12′ 06″ N, 1° 34′ 09″ E / 41.201607°N,1.569293°E ca:Plaça de la Constitució, 6 48 msnm        | bé cultural d'interès local | Edifici de la Presó (Calafell)                 | Modifica les dades a Wikidata |
|        | els Cups                                     | Calafell | casa         | Estil: arquitectura popular                  | 41° 12′ 04″ N, 1° 34′ 05″ E / 41.201098°N,1.568°E ca:Carrer Principal, 5 51 msnm                  | bé cultural d'interès local | Els Cups                                       | Modifica les dades a Wikidata |
|        | habitatge al Carrer Principal, 22            | Calafell | casa         |                                              | 41° 12′ 01″ N, 1° 34′ 07″ E / 41.200415°N,1.568498°E ca:Carrer Principal, 22 45 msnm              | bé cultural d'interès local | Habitatge al carrer Principal, 22 (Calafell)   | Modifica les dades a Wikidata |
|        | habitatge al carrer Montserrat, 31           | Calafell | casa         | Estil: noucentisme                           | 41° 11′ 18″ N, 1° 34′ 19″ E / 41.188439°N,1.572054°E ca:Carrer de Montserrat, 31 2 msnm           | bé cultural d'interès local | Habitatge al carrer Montserrat, 31 (Calafell)  | Modifica les dades a Wikidata |
|        | habitatge al carrer Principal, 1             | Calafell | casa         | Estil: arquitectura popular                  | 41° 12′ 05″ N, 1° 34′ 04″ E / 41.201328°N,1.567862°E ca:Carrer Principal, 1 52 msnm               | bé cultural d'interès local | Habitatge al Carrer Principal, 1               | Modifica les dades a Wikidata |
|        | habitatge al carrer Principal, 3             | Calafell | casa         | Estil: arquitectura popular                  | 41° 12′ 05″ N, 1° 34′ 04″ E / 41.201263°N,1.567869°E ca:Carrer Principal, 3 52 msnm               | bé cultural d'interès local | Habitatge al Carrer Principal, 3               | Modifica les dades a Wikidata |
|        | habitatge al carrer Principal, 6             | Calafell | casa         | Estil: arquitectura popular                  | 41° 12′ 04″ N, 1° 34′ 05″ E / 41.201077°N,1.567966°E ca:Carrer Principal, 6 51 msnm               | bé cultural d'interès local | Habitatge al Carrer Principal, 6               | Modifica les dades a Wikidata |
|        | habitatge al carrer de la Barceloneta, 21    | Calafell | casa         | Estil: arquitectura popular 18th century     | 41° 12′ 01″ N, 1° 34′ 05″ E / 41.200416°N,1.568039°E ca:C. de la Barceloneta, 21 43 msnm          | bé cultural d'interès local | Habitatge al carrer de la Barceloneta, 21      | Modifica les dades a Wikidata |
|        | habitatge al carrer de les Penyes, 11        | Calafell | casa         | Estil: arquitectura popular                  | 41° 12′ 06″ N, 1° 34′ 08″ E / 41.201558°N,1.568766°E ca:Carrer de les Penyes, 11 54 msnm          | bé cultural d'interès local | Habitatge al carrer de les Penyes, 11          | Modifica les dades a Wikidata |
|        | habitatge al carrer de les Penyes, 22        | Calafell | casa         | Estil: arquitectura popular                  | 41° 12′ 05″ N, 1° 34′ 07″ E / 41.201356°N,1.568722°E ca:Carrer de les Penyes, 22 55 msnm          | bé cultural d'interès local | Habitatge al carrer de les Penyes, 22          | Modifica les dades a Wikidata |
|        | habitatge al passatge del Castell, 1-4       | Calafell | casa         | Estil: arquitectura popular                  | 41° 12′ 04″ N, 1° 34′ 07″ E / 41.201155°N,1.568478°E ca:Passatge del Castell, 1-4 62 msnm         | bé cultural d'interès local | Habitatge al passatge del Castell, 1-4         | Modifica les dades a Wikidata |
|        | xalet a la rambla de la Costa Daurada, 11-13 | Calafell | casa         | 20th century                                 | 41° 11′ 21″ N, 1° 34′ 40″ E / 41.189097°N,1.577882°E ca:Rbla. de la Costa Daurada, 11-13 2 msnm   | bé cultural d'interès local | Xalet a la rambla de la Costa Daurada, 11-13   | Modifica les dades a Wikidata |

## edifici
| imatge | Nom                                                  | Ubicat a | instància de | Detalls                                  | coordenades | Protecció                   | Commons (més fotos)                                 | Dades a WD                    |
| ------ | ---------------------------------------------------- | -------- | ------------ | ---------------------------------------- | --- | --------------------------- | --------------------------------------------------- | ----------------------------- |
|        | Barracó, escala i dipòsit d'aigua de la Guerra Civil | Calafell | edifici      | Estil: arquitectura popular              | 41° 11′ 42″ N, 1° 34′ 45″ E / 41.195072°N,1.579191°E                                                                                           | bé cultural d'interès local |                                                     | Modifica les dades a Wikidata |
|        | Botiga de pescadors 1                                | Calafell | edifici      | Estil: arquitectura popular              | 41° 11′ 11″ N, 1° 34′ 03″ E / 41.186498°N,1.567448°E                                                                                           | bé cultural d'interès local | Les Botigues de Calafell Platja                     | Modifica les dades a Wikidata |
|        | Botiga de pescadors 2                                | Calafell | edifici      | Estil: arquitectura popular              | 41° 11′ 11″ N, 1° 34′ 03″ E / 41.186516°N,1.567592°E                                                                                           | bé cultural d'interès local | Les Botigues de Calafell Platja                     | Modifica les dades a Wikidata |
|        | Botiga de pescadors 3                                | Calafell | edifici      | Estil: arquitectura popular              | 41° 11′ 12″ N, 1° 34′ 06″ E / 41.186631°N,1.568433°E                                                                                           | bé cultural d'interès local | Les Botigues de Calafell Platja                     | Modifica les dades a Wikidata |
|        | Celler del Barber                                    | Calafell | edifici      | Estil: arquitectura popular 20th century | 41° 11′ 54″ N, 1° 34′ 04″ E / 41.198333333333°N,1.5677777777778°E ca:Rbla. de Mossèn Jaume Tobella                                             | bé cultural d'interès local |                                                     | Modifica les dades a Wikidata |
|        | Cisterna de la plana de Cal Borrell                  | Calafell | edifici      | Estil: arquitectura popular              | | bé cultural d'interès local |                                                     | Modifica les dades a Wikidata |
|        | Confraria de Pescadors                               | Calafell | edifici      | Estil: arquitectura popular              | 41° 11′ 12″ N, 1° 34′ 11″ E / 41.186736°N,1.569846°E ca:Avinguda de Sant Joan de Déu 2 msnm                                                    | bé cultural d'interès local | Confraria de Pescadors                              | Modifica les dades a Wikidata |
|        | Discoteca Louie Vega                                 | Calafell | edifici      | 20th century                             | 41° 11′ 27″ N, 1° 34′ 59″ E / 41.190972222222°N,1.5830277777778°E                                                                              | bé cultural d'interès local |                                                     | Modifica les dades a Wikidata |
|        | casa de colònies Artur Martorell                     | Calafell | edifici      |                                          | 41° 11′ 57″ N, 1° 33′ 54″ E / 41.19914021614566°N,1.564986267981349°E                                                                          |                             |                                                     | Modifica les dades a Wikidata |
|        | edifici de Vidre                                     | Calafell | edifici      | 20th century                             | 41° 11′ 50″ N, 1° 34′ 19″ E / 41.197323°N,1.571814°E ca:Av. de la Generalitat, 1-3 - c. Villarroel - pl. de les Eres - av. de la Sínia 21 msnm | bé cultural d'interès local | Edifici de Vidre                                    | Modifica les dades a Wikidata |
|        | edifici de la recepció de visitants del castell      | Calafell | edifici      | Estil: arquitectura popular 18th century | 41° 12′ 05″ N, 1° 34′ 07″ E / 41.201432°N,1.56867°E ca:C. Penyes, 7 57 msnm                                                                    | bé cultural d'interès local | Edifici de la recepció de visitants del castell     | Modifica les dades a Wikidata |
|        | edifici de les dependències municipals de la platja  | Calafell | edifici      | 20th century                             | 41° 11′ 17″ N, 1° 34′ 09″ E / 41.188069°N,1.569285°E ca:C. Sant Pere, 31-33 2 msnm                                                             | bé cultural d'interès local | Edifici de les dependències municipals de la platja | Modifica les dades a Wikidata |
|        | edifici del Cens                                     | Calafell | edifici      | Estil: arquitectura popular 18th century | 41° 12′ 06″ N, 1° 34′ 09″ E / 41.201716°N,1.569136°E ca:C. Major, 4 48 msnm                                                                    | bé cultural d'interès local | Edifici del Cens (Calafell)                         | Modifica les dades a Wikidata |
|        | l'Hostal (Calafell)                                  | Calafell | edifici      |                                          | 41° 11′ 28″ N, 1° 34′ 23″ E / 41.191°N,1.57315°E                                                                                               | bé cultural d'interès local | L'Hostal (Calafell)                                 | Modifica les dades a Wikidata |
|        | les Botigues de Calafell Platja                      | Calafell | edifici      | Estil: arquitectura popular              | 41° 11′ 11″ N, 1° 34′ 03″ E / 41.1865°N,1.56745°E                                                                                              | bé cultural d'interès local | Les Botigues de Calafell Platja                     | Modifica les dades a Wikidata |

## edifici residencial
| imatge | Nom                   | Ubicat a | instància de        | Detalls | coordenades                                                                                  | Protecció | Commons (més fotos) | Dades a WD                    |
| ------ | --------------------- | -------- | ------------------- | ------- | -------------------------------------------------------------------------------------------- | --------- | ------------------- | ----------------------------- |
|        | Cal Morató            | Calafell | edifici residencial |         | 41° 12′ 04″ N, 1° 34′ 08″ E / 41.20106887817383°N,1.5689220428466797°E ca:Església, 14       |           |                     | Modifica les dades a Wikidata |
|        | Cal Pepet de l'Agneta | Calafell | edifici residencial |         | 41° 12′ 02″ N, 1° 34′ 06″ E / 41.2005729675293°N,1.5682710409164429°E ca:Plaça Catalunya, 14 |           |                     | Modifica les dades a Wikidata |

## entitat singular de població
| imatge | Nom                   | Ubicat a | instància de                                   | Detalls   | coordenades                                                      | Protecció | Commons (més fotos) | Dades a WD                    |
| ------ | --------------------- | -------- | ---------------------------------------------- | --------- | ---------------------------------------------------------------- | --------- | ------------------- | ----------------------------- |
|        | Bellamar              | Calafell | entitat singular de població                   | 485 hab   | 41° 11′ 38″ N, 1° 34′ 56″ E / 41.19385366°N,1.58216239°E 42 msnm |           |                     | Modifica les dades a Wikidata |
|        | Bonanova              | Calafell | entitat singular de població                   | 415 hab   | 41° 11′ 51″ N, 1° 33′ 25″ E / 41.19747747°N,1.55699204°E 55 msnm |           |                     | Modifica les dades a Wikidata |
|        | Calafell              | Calafell | entitat singular de població capital municipal | 10306 hab | 41° 12′ 00″ N, 1° 34′ 06″ E / 41.19997°N,1.5683°E 65 msnm        |           |                     | Modifica les dades a Wikidata |
|        | Segur de Calafell     | Calafell | entitat singular de població                   | 16073 hab | 41° 11′ 55″ N, 1° 36′ 34″ E / 41.19854722°N,1.60949444°E 12 msnm |           | Segur de Calafell   | Modifica les dades a Wikidata |
|        | la Platja de Calafell | Calafell | entitat singular de població                   | 4288 hab  | 41° 11′ 23″ N, 1° 34′ 54″ E / 41.189794°N,1.58165371°E 3 msnm    |           |                     | Modifica les dades a Wikidata |

## església
| imatge | Nom                                       | Ubicat a | instància de     | Detalls                                   | coordenades                                                                                     | Protecció                   | Commons (més fotos)                | Dades a WD                    |
| ------ | ----------------------------------------- | -------- | ---------------- | ----------------------------------------- | ----------------------------------------------------------------------------------------------- | --------------------------- | ---------------------------------- | ----------------------------- |
|        | Sant Miquel de Segur                      | Calafell | església         | Estil: arquitectura romànica 11st century | 41° 11′ 42″ N, 1° 36′ 33″ E / 41.195°N,1.60917°E ca:Segur de Calafell 25 msnm                   | bé cultural d'interès local | Sant Miquel de Segur               | Modifica les dades a Wikidata |
|        | Santa Creu de Calafell                    | Calafell | església         | Estil: arquitectura neoclàssica           | 41° 12′ 03″ N, 1° 34′ 08″ E / 41.2007°N,1.5689°E                                                | bé cultural d'interès local | Santa Creu de Calafell             | Modifica les dades a Wikidata |
|        | Santa Maria                               | Calafell | església capella |                                           | 41° 11′ 27″ N, 1° 34′ 23″ E / 41.19095°N,1.573095°E                                             |                             |                                    | Modifica les dades a Wikidata |
|        | església de Sant Pere Pescador (Calafell) | Calafell | església         | Estil: arquitectura popular               | 41° 11′ 20″ N, 1° 34′ 20″ E / 41.1888°N,1.57232°E                                               | bé cultural d'interès local | Sant Pere Pescador de Calafell     | Modifica les dades a Wikidata |
|        | església de l'Assumpció                   | Calafell | església         | 20th century                              | 41° 11′ 37″ N, 1° 36′ 11″ E / 41.1936°N,1.60293°E ca:C. de l'Olivera, Segur de Calafell 10 msnm | bé cultural d'interès local | Església de l'Assumpció (Calafell) | Modifica les dades a Wikidata |

## estació de ferrocarril
| imatge | Nom                          | Ubicat a | instància de           | Detalls                                              | coordenades                                                       | Protecció                   | Commons (més fotos) | Dades a WD                    |
| ------ | ---------------------------- | -------- | ---------------------- | ---------------------------------------------------- | ----------------------------------------------------------------- | --------------------------- | ------------------- | ----------------------------- |
|        | Estació de Calafell          | Calafell | estació de ferrocarril | Estil: arquitectura eclèctica arquitectura del ferro | 41° 11′ 23″ N, 1° 34′ 30″ E / 41.189608333333°N,1.5751111111111°E | bé cultural d'interès local | Estació de Calafell | Modifica les dades a Wikidata |
|        | Estació de Segur de Calafell | Calafell | estació de ferrocarril |                                                      | 41° 11′ 33″ N, 1° 36′ 23″ E / 41.192530555556°N,1.6064583333333°E |                             |                     | Modifica les dades a Wikidata |

## jaciment arqueològic
| imatge | Nom                             | Ubicat a | instància de                                   | Detalls | coordenades                                                                                           | Protecció                   | Commons (més fotos)            | Dades a WD                    |
| ------ | ------------------------------- | -------- | ---------------------------------------------- | ------- | --- | --------------------------- | ------------------------------ | ----------------------------- |
|        | Balma de la Griera              | Calafell | jaciment arqueològic abric rocós               |         | 41° 13′ 17″ N, 1° 34′ 34″ E / 41.221444°N,1.576142°E                                                  | bé cultural d'interès local | Balma de La Griera             | Modifica les dades a Wikidata |
|        | Cova Foradada                   | Calafell | jaciment arqueològic necròpolis                |         | 41° 12′ 18″ N, 1° 34′ 52″ E / 41.204972222222224°N,1.5810555555555554°E                               | bé cultural d'interès local |                                | Modifica les dades a Wikidata |
|        | Jaciment de Cementiri Municipal | Calafell | jaciment arqueològic                           |         | |                             |                                | Modifica les dades a Wikidata |
|        | Mas de l'Espasa                 | Calafell | jaciment arqueològic                           |         | 41° 12′ 42″ N, 1° 35′ 13″ E / 41.211558°N,1.586827°E                                                  | bé cultural d'interès local |                                | Modifica les dades a Wikidata |
|        | ciutadella ibèrica de Calafell  | Calafell | jaciment arqueològic estructura arquitectònica |         | 41° 11′ 26″ N, 1° 34′ 52″ E / 41.190486°N,1.581127°E ca:Crtra. Santa Creu Calafell-Barcelona, km 57,1 | bé cultural d'interès local | Ciutadella ibèrica de Calafell | Modifica les dades a Wikidata |
|        | cova de Mas Romeu               | Calafell | jaciment arqueològic cova                      |         | 41° 13′ 04″ N, 1° 35′ 25″ E / 41.217749°N,1.590409°E                                                  | bé cultural d'interès local |                                | Modifica les dades a Wikidata |
|        | el Vilarenc                     | Calafell | jaciment arqueològic vil·la romana             |         | 41° 11′ 30″ N, 1° 34′ 12″ E / 41.191535°N,1.569977°E Calafell                                         |                             | El Vilarenc                    | Modifica les dades a Wikidata |

## masia
| imatge | Nom                   | Ubicat a | instància de | Detalls                                                  | coordenades                                                                                            | Protecció                                  | Commons (més fotos)          | Dades a WD                    |
| ------ | --------------------- | -------- | ------------ | -------------------------------------------------------- | --- | ------------------------------------------ | ---------------------------- | ----------------------------- |
|        | Ca l'Huguet           | Calafell | masia        |                                                          | 41° 13′ 26″ N, 1° 35′ 38″ E / 41.2239279902388°N,1.59375218186977°E                                    |                                            |                              | Modifica les dades a Wikidata |
|        | Cal Bolavà            | Calafell | masia        | Estil: arquitectura popular 19th century                 | 41° 11′ 51″ N, 1° 34′ 18″ E / 41.197559°N,1.571555°E ca:Av. de la Generalitat, 1-3.                    | bé cultural d'interès local                | Cal Bolavà (Calafell)        | Modifica les dades a Wikidata |
|        | Cal Borrell           | Calafell | masia        |                                                          | 41° 13′ 24″ N, 1° 35′ 41″ E / 41.2233447171075°N,1.5946713804595°E                                     |                                            |                              | Modifica les dades a Wikidata |
|        | Cal Joan de la Plaça  | Calafell | masia        |                                                          | 41° 12′ 55″ N, 1° 34′ 25″ E / 41.2154114233835°N,1.57361983811082°E                                    |                                            |                              | Modifica les dades a Wikidata |
|        | Cal Marranet          | Calafell | masia        |                                                          | 41° 13′ 26″ N, 1° 35′ 40″ E / 41.2240000563682°N,1.59449032214655°E                                    |                                            |                              | Modifica les dades a Wikidata |
|        | Cal Pepet de l'Agneta | Calafell | masia        |                                                          | 41° 13′ 12″ N, 1° 35′ 28″ E / 41.2198971804302°N,1.59117823037117°E                                    |                                            |                              | Modifica les dades a Wikidata |
|        | Cal Seixanta          | Calafell | masia        |                                                          | 41° 13′ 27″ N, 1° 35′ 38″ E / 41.224166666667°N,1.5938888888889°E Montpaó                              | bé cultural d'interès local                |                              | Modifica les dades a Wikidata |
|        | Mas Romeu             | Calafell | masia        | Estil: arquitectura popular                              | 41° 13′ 14″ N, 1° 35′ 30″ E / 41.22066°N,1.591768°E ca:Ferran Sor, 81. Urb. Mas Romeu, Montpaó         | bé cultural d'interès local                | Mas Romeu (Calafell)         | Modifica les dades a Wikidata |
|        | Mas Vilarenc          | Calafell | masia        | Estil: arquitectura popular                              | 41° 11′ 33″ N, 1° 34′ 11″ E / 41.1924°N,1.56966°E                                                      | bé cultural d'interès local                | Mas Vilarenc (Calafell)      | Modifica les dades a Wikidata |
|        | Mas de l'Espasa       | Calafell | masia        | Estil: arquitectura popular Estat: malmès                | 41° 12′ 42″ N, 1° 35′ 13″ E / 41.2117014144593°N,1.58685718766055°E ca:A l'entrada de l'urb. Mas Romeu | bé cultural d'interès local                |                              | Modifica les dades a Wikidata |
|        | Masia de Cal Perotet  | Calafell | masia        | Estil: arquitectura popular Estat: enderrocat o destruït | | bé integrant del patrimoni cultural català |                              | Modifica les dades a Wikidata |
|        | Masia de la Font      | Calafell | masia        | Estil: arquitectura popular                              | 41° 12′ 16″ N, 1° 33′ 45″ E / 41.204444444444°N,1.5625°E ca:C. Baix Penedès, 86                        | bé cultural d'interès local                |                              | Modifica les dades a Wikidata |
|        | Masia de la Graiera   | Calafell | masia        | Estil: arquitectura popular Estat: enderrocat o destruït | | bé integrant del patrimoni cultural català |                              | Modifica les dades a Wikidata |
|        | Montpaó               | Calafell | masia        |                                                          | 41° 13′ 27″ N, 1° 35′ 49″ E / 41.2242740369862°N,1.59701370895776°E                                    |                                            |                              | Modifica les dades a Wikidata |
|        | les Cases de Montpaó  | Calafell | masia        |                                                          | 41° 13′ 25″ N, 1° 35′ 37″ E / 41.2237°N,1.59358°E                                                      |                                            |                              | Modifica les dades a Wikidata |
|        | masia de la Sínia     | Calafell | masia        | Estil: arquitectura popular                              | 41° 11′ 34″ N, 1° 34′ 04″ E / 41.1928°N,1.56787°E                                                      | bé cultural d'interès local                | Masia de la Sínia (Calafell) | Modifica les dades a Wikidata |

## monument
| imatge | Nom                  | Ubicat a | instància de | Detalls | coordenades                                                                                              | Protecció | Commons (més fotos) | Dades a WD                    |
| ------ | -------------------- | -------- | ------------ | ------- | --- | --------- | ------------------- | ----------------------------- |
|        | Monument a Catalunya | Calafell | monument     |         | 41° 11′ 17″ N, 1° 34′ 51″ E / 41.187992095947266°N,1.5809279680252075°E ca:Plaça dels Països Catalans    |           |                     | Modifica les dades a Wikidata |
|        | Monument al Pescador | Calafell | monument     |         | 41° 11′ 13″ N, 1° 34′ 15″ E / 41.18683624267578°N,1.570862054824829°E ca:Av. Sant Joan de Déu / Mallorca |           |                     | Modifica les dades a Wikidata |

## muntanya
| imatge | Nom             | Ubicat a             | instància de | Detalls | coordenades                                                         | Protecció | Commons (més fotos) | Dades a WD                    |
| ------ | --------------- | -------------------- | ------------ | ------- | ------------------------------------------------------------------- | --------- | ------------------- | ----------------------------- |
|        | el Pujal        | Calafell             | muntanya     |         | 41° 12′ 14″ N, 1° 35′ 37″ E / 41.204°N,1.59372°E 163 msnm           |           |                     | Modifica les dades a Wikidata |
|        | l'Escarnosa     | Calafell             | muntanya     |         | 41° 12′ 20″ N, 1° 34′ 51″ E / 41.2055°N,1.58077°E 116 msnm          |           |                     | Modifica les dades a Wikidata |
|        | la Talaia       | Calafell             | muntanya     |         | 41° 11′ 58″ N, 1° 35′ 27″ E / 41.19930556°N,1.59092222°E 132.3 msnm |           |                     | Modifica les dades a Wikidata |
|        | turó de la Font | Calafell el Vendrell | muntanya     |         | 41° 12′ 17″ N, 1° 33′ 31″ E / 41.20478056°N,1.55863611°E 131.7 msnm |           |                     | Modifica les dades a Wikidata |

## nucli d'entitat singular de població
| imatge | Nom                 | Ubicat a                       | instància de                                           | Detalls  | coordenades                                                       | Protecció | Commons (més fotos) | Dades a WD                    |
| ------ | ------------------- | ------------------------------ | ------------------------------------------------------ | -------- | ----------------------------------------------------------------- | --------- | ------------------- | ----------------------------- |
|        | Alorda Parc         | la Platja de Calafell Calafell | nucli d'entitat singular de població nucli de població | 109 hab  | 41° 11′ 26″ N, 1° 34′ 39″ E / 41.19064234°N,1.57740214°E 4 msnm   |           |                     | Modifica les dades a Wikidata |
|        | Calafell Parc       | Calafell                       | nucli d'entitat singular de població nucli de població | 530 hab  | 41° 13′ 40″ N, 1° 35′ 38″ E / 41.22777633°N,1.59395795°E 128 msnm |           |                     | Modifica les dades a Wikidata |
|        | Mas Mel             | Calafell                       | nucli d'entitat singular de població nucli de població | 2332 hab | 41° 11′ 38″ N, 1° 35′ 17″ E / 41.19392686°N,1.58812346°E 25 msnm  |           |                     | Modifica les dades a Wikidata |
|        | el Prat de Calafell | Calafell                       | nucli d'entitat singular de població nucli de població | 178 hab  | 41° 11′ 31″ N, 1° 33′ 55″ E / 41.19207771°N,1.565307509°E 68 msnm |           |                     | Modifica les dades a Wikidata |
|        | el Vilarenc         | Calafell                       | nucli d'entitat singular de població nucli de població | 292 hab  | 41° 11′ 32″ N, 1° 34′ 18″ E / 41.19211171°N,1.5716702°E 8 msnm    |           |                     | Modifica les dades a Wikidata |

## nucli de població
| imatge | Nom                  | Ubicat a | instància de                                           | Detalls  | coordenades                                                                 | Protecció | Commons (més fotos) | Dades a WD                    |
| ------ | -------------------- | -------- | ------------------------------------------------------ | -------- | --------------------------------------------------------------------------- | --------- | ------------------- | ----------------------------- |
|        | Calafell Residencial | Calafell | nucli de població nucli d'entitat singular de població | 1439 hab | 41° 11′ 43″ N, 1° 33′ 39″ E / 41.1953721842913°N,1.56079422695069°E 48 msnm |           |                     | Modifica les dades a Wikidata |
|        | Mas Romeu            | Calafell | nucli de població nucli d'entitat singular de població | 767 hab  | 41° 13′ 00″ N, 1° 35′ 53″ E / 41.216739310653°N,1.59812907917723°E 78 msnm  |           |                     | Modifica les dades a Wikidata |
|        | Segur de Dalt        | Calafell | nucli de població                                      |          | 41° 12′ 29″ N, 1° 36′ 21″ E / 41.208133032657°N,1.6057301639769°E           |           |                     | Modifica les dades a Wikidata |
|        | el Mas de la Font    | Calafell | nucli de població                                      |          | 41° 12′ 18″ N, 1° 33′ 46″ E / 41.204903704538°N,1.5628622485578°E           |           |                     | Modifica les dades a Wikidata |
|        | les Brises           | Calafell | nucli de població                                      |          | 41° 13′ 20″ N, 1° 36′ 51″ E / 41.2223024967645°N,1.61421132809086°E         |           |                     | Modifica les dades a Wikidata |

## platja
| imatge | Nom                         | Ubicat a | instància de         | Detalls                 | coordenades                                                       | Protecció | Commons (més fotos)         | Dades a WD                    |
| ------ | --------------------------- | -------- | -------------------- | ----------------------- | ----------------------------------------------------------------- | --------- | --------------------------- | ----------------------------- |
|        | platja de Calafell          | Calafell | platja platja urbana | Llarg: 1100m Ample: 50m | 41° 11′ 12″ N, 1° 34′ 15″ E / 41.186700000276°N,1.570799999658°E  |           | Platja de Calafell          | Modifica les dades a Wikidata |
|        | platja de Segur de Calafell | Calafell | platja platja urbana | Llarg: 1700m Ample: 80m | 41° 11′ 25″ N, 1° 36′ 40″ E / 41.190244°N,1.611206°E              |           | Platja de Segur de Calafell | Modifica les dades a Wikidata |
|        | platja de l'Estany-Mas Mel  | Calafell | platja platja urbana | Llarg: 1400m Ample: 50m | 41° 11′ 19″ N, 1° 35′ 19″ E / 41.188600000088°N,1.5884999997744°E |           | Platja de l'Estany-Mas Mel  | Modifica les dades a Wikidata |

## serra
| imatge | Nom                  | Ubicat a | instància de | Detalls | coordenades                                                         | Protecció | Commons (més fotos) | Dades a WD                    |
| ------ | -------------------- | -------- | ------------ | ------- | ------------------------------------------------------------------- | --------- | ------------------- | ----------------------------- |
|        | Muntanya del Borrell | Calafell | serra        |         | 41° 13′ 15″ N, 1° 36′ 02″ E / 41.22076944°N,1.60058083°E 177.9 msnm |           |                     | Modifica les dades a Wikidata |
|        | serra del Mig        | Calafell | serra        |         | 41° 13′ 03″ N, 1° 36′ 36″ E / 41.21748194°N,1.61005556°E 174.2 msnm |           |                     | Modifica les dades a Wikidata |

## Misc
| imatge | Nom                           | Ubicat a                   | instància de                                    | Detalls                                                          | coordenades | Protecció                                            | Commons (més fotos)             | Dades a WD                    |
| ------ | ----------------------------- | -------------------------- | ----------------------------------------------- | ---------------------------------------------------------------- | --- | ---------------------------------------------------- | ------------------------------- | ----------------------------- |
|        | Casa Vella de Segur           | Calafell                   | casa forta                                      | Estat: enderrocat o destruït                                     | | bé d'interès cultural bé cultural d'interès nacional |                                 | Modifica les dades a Wikidata |
|        | Casa del Comú (Calafell)      | Calafell                   | antic ajuntament                                | Estil: arquitectura popular                                      | 41° 12′ 06″ N, 1° 34′ 10″ E / 41.2016°N,1.56939°E                                                                 | bé cultural d'interès local                          | Antiga Casa del Comú (Calafell) | Modifica les dades a Wikidata |
|        | Castell de Calafell           | Calafell                   | castell                                         | Estil: arquitectura romànica                                     | 41° 12′ 06″ N, 1° 34′ 07″ E / 41.2017°N,1.56857°E ca:Turó del Castell 58 msnm                                     | bé d'interès cultural bé cultural d'interès nacional | Castell de Calafell             | Modifica les dades a Wikidata |
|        | El Pujal                      | Calafell                   | vèrtex geodèsic                                 | Alt: 1.2m                                                        | 41° 12′ 14″ N, 1° 35′ 37″ E / 41.203984°N,1.593719°E 166.385 msnm                                                 |                                                      |                                 | Modifica les dades a Wikidata |
|        | Montpaó                       | Calafell                   | despoblat                                       | Estil: arquitectura popular                                      | 41° 13′ 26″ N, 1° 35′ 39″ E / 41.223888888889°N,1.5941666666667°E ca:Desviament del carrer de l'Alp.              | bé cultural d'interès local                          |                                 | Modifica les dades a Wikidata |
|        | Mural dedicat al doctor Dachs | Calafell                   | mural                                           |                                                                  | 41° 12′ 02″ N, 1° 34′ 05″ E / 41.20066833496094°N,1.568176031112671°E ca:Plaça Catalunya, 12                      |                                                      |                                 | Modifica les dades a Wikidata |
|        | Parc empresarial Calafell     | Calafell                   | polígon industrial                              |                                                                  | 41° 12′ 38″ N, 1° 34′ 02″ E / 41.2106932507023°N,1.56723353021342°E                                               |                                                      |                                 | Modifica les dades a Wikidata |
|        | Pedrera del Mas de l'Espasa   | Calafell                   | pedrera                                         | Estil: arquitectura popular                                      | 41° 12′ 28″ N, 1° 34′ 54″ E / 41.207859°N,1.581553°E                                                              | bé cultural d'interès local                          | Pedrera del Mas de l'Espasa     | Modifica les dades a Wikidata |
|        | Port de Segur de Calafell     | Segur de Calafell Calafell | port esportiu                                   |                                                                  | 41° 11′ 16″ N, 1° 36′ 25″ E / 41.18786439909519°N,1.6068918895246256°E                                            |                                                      | Port de Segur de Calafell       | Modifica les dades a Wikidata |
|        | Talaia de Calafell            | Calafell                   | torre de sentinella                             | Estil: arquitectura popular                                      | 41° 11′ 57″ N, 1° 35′ 27″ E / 41.1993°N,1.59095°E ca:Dalt del turó de la Talaia 132 msnm                          | bé d'interès cultural bé cultural d'interès nacional |                                 | Modifica les dades a Wikidata |
|        | Torre d'en Viola              | Calafell                   | torre de defensa                                | Estil: arquitectura popular                                      | 41° 11′ 48″ N, 1° 34′ 54″ E / 41.1967°N,1.58176°E ca:Sobre un turó a la cara nord de la Muntanya del Comú 39 msnm | bé d'interès cultural bé cultural d'interès nacional | Torre d'en Viola (Calafell)     | Modifica les dades a Wikidata |
|        | ajuntament de Calafell        | Calafell                   | casa consistorial                               | Estil: arquitectura eclèctica                                    | 41° 12′ 04″ N, 1° 34′ 07″ E / 41.201°N,1.56871°E                                                                  | bé cultural d'interès local                          | Ajuntament de Calafell          | Modifica les dades a Wikidata |
|        | bòbila de Bellamar            | Calafell                   | bòbila Forn Hoffmann                            | Estil: arquitectura popular 20th century                         | 41° 11′ 28″ N, 1° 34′ 43″ E / 41.190996°N,1.578686°E ca:Carretera de Barcelona 14 msnm                            | bé cultural d'interès local                          | Bòbila de Bellamar              | Modifica les dades a Wikidata |
|        | cases de pescadors            | Calafell                   | conjunt urbà                                    |                                                                  | 41° 11′ 12″ N, 1° 34′ 06″ E / 41.186553955078125°N,1.56830096244812°E ca:Pg. Marítim Sant Joan de Déu             |                                                      |                                 | Modifica les dades a Wikidata |
|        | centre històric de Calafell   | Calafell                   | centre històric                                 | Estil: arquitectura popular                                      | 41° 12′ 06″ N, 1° 34′ 08″ E / 41.201612°N,1.56899°E                                                               | bé cultural d'interès local                          | Centre històric de Calafell     | Modifica les dades a Wikidata |
|        | mar Mediterrània              |                            | mar interior mar mediterrani conca hidrogràfica | Superfície: 2500000km² Profunditat: 5267 1541m Volum: 3839000km³ | 38° N, 17° E / 38°N,17°E 0 msnm                                                                                   |                                                      | Mediterranean Sea               | Modifica les dades a Wikidata |
|        | torrent de Montpaó            | Calafell                   | curs d'aigua                                    | Desemboca: mar Mediterrània Llarg: 7.7km                         | 41° 12′ 46″ N, 1° 35′ 28″ E / 41.212789°N,1.591079°E                                                              |                                                      |                                 | Modifica les dades a Wikidata |